# Brian De Palma
Brian Russell De Palma (ur. 11 września 1940 w Newark) – amerykański reżyser, scenarzysta i producent filmowy.

## Życie i twórczość
Absolwent Uniwersytetu Columbia. Z karierą trwającą ponad 50 lat, jest najbardziej znany ze swojej pracy w gatunkach suspensów, dreszczowców psychologicznych i kryminałów. Do jego znanych filmów należą popularne hity kasowe, takie jak Carrie (1976), W przebraniu mordercy (1980), Człowiek z blizną (1983), Nietykalni (1987) i Mission: Impossible (1996).
De Palma jest często wymieniany jako czołowy członek pokolenia reżyserów filmowych Nowego Hollywood. Jego styl reżyserski często wykorzystuje cytaty z innych filmów lub stylów kinowych i nosi wpływ twórców filmowych, takich jak Alfred Hitchcock i Jean-Luc Godard. Jego filmy były krytykowane za ukazaną w nich przemoc i treści seksualne, ale miały też wpływowych zwolenników w osobach takich krytyków jak Roger Ebert i Pauline Kael.
W 1969 otrzymał nagrodę Srebrnego Niedźwiedzia na 19. MFF w Berlinie za komedię Pozdrowienia (Greetings, 1968) z udziałem młodego Roberta De Niro. W 1981 za realizację W przebraniu mordercy (1980) zdobył nominację do Saturna jako najlepszy reżyser. W 1988 za Nietykalnych (1987) był nominowany do Césara w kategorii najlepszy film zagraniczny.

## Filmografia

### Reżyser
- Icarus (1960, film krótkometrażowy)
- 660124: The Story of an IBM Card (1961, film krótkometrażowy)
- Woton's Wake (1962, film krótkometrażowy)
- Jennifer (1964, film krótkometrażowy)
- Bridge That Gap (1965, film krótkometrażowy)
- Show Me a Strong Town and I'll Show You a Strong Bank (1966, film krótkometrażowy)
- The Responsive Eye (1966, film krótkometrażowy)
- Murder à la Mod (1968)
- Pozdrowienia (Greetings, 1968)
- Przyjęcie weselne (The Wedding Party, 1969)
- Dionizos (Dionysus, 1970)
- Cześć, Mamo! (Hi, Mom!, 1970)
- Spytaj swojego królika (Get to Know Your Rabbit, 1972)
- Siostry (Sisters, 1973)
- Upiór z raju (Phantom of the Paradise, 1974)
- Obsesja (Obsession, 1976)
- Carrie (1976)
- Furia (The Fury, 1978)
- Rodzinka na ekranie (Home Movies, 1980)
- W przebraniu mordercy (Ubranie mordercy, Strój zabójcy, Dressed to Kill, 1980)
- Wybuch (Blow Out, 1981)
- Człowiek z blizną (Scarface, 1983)
- Świadek mimo woli (Body Double, 1984)
- Ważniaki (Cwaniaki, Wise Guys, 1986)
- Nietykalni (The Untouchables, 1987)
- Ofiary wojny (Casualties of War, 1989)
- Fajerwerki próżności (The Bonfire of the Vanities, 1990)
- Mój brat Kain (Raising Cain, 1992)
- Życie Carlita (Carlito's Way, 1993)
- Mission: Impossible (1996)
- Oczy węża (Snake Eyes, 1998)
- Misja na Marsa (Mission to Mars, 2000)
- Femme fatale (2002)
- Czarna Dalia (The Black Dahlia, 2006)
- Redacted (2007)
- Namiętność (Passion, 2012)

### Scenarzysta
- Murder à la Mod (1968)
- Pozdrowienia (Greetings, 1968)
- Przyjęcie weselne (The Wedding Party, 1969)
- Cześć, Mamo! (Hi, Mom!, 1970)
- Siostry (Sisters, 1973)
- Upiór z raju (Phantom of the Paradise, 1974)
- W przebraniu mordercy (1980)
- Wybuch (Blow Out, 1981)
- Świadek mimo woli (Body Double, 1984)
- Mój brat Kain (Raising Cain, 1992)
- Femme fatale (2002)
- Redacted (2007)

### Zdjęcia
- Dionizos (Dionysus, 1970)

## Nagrody
- Nagroda na MFF w Berlinie Srebrny Niedźwiedź: 1968:Pozdrowienia
- Nagroda na MFF w Wenecji
  - Srebrny Lew za najlepszą reżyserię: 2007:Redacted
  - Nagroda Festiwalu Przyszłości Kina: 2007:Redacted